# Carl Ulfsparre
Carl Gustaf Ulfsparre af Broxvik, född omkring 1670, död 28 juni 1709 (stupad i slaget vid Poltava), var en svensk militär.

## Biografi
Carl Ulfsparre var son till generalmajor Hans Ulfsparre och Märta Ulfsparre. Han blev dragon vid Jämtlands regemente 1686, underofficer där 1692, kadett vid Magnus Gabriel von Tiesenhausens svenska infanteriregemente i Nederländerna samma år samt soldat vid Louis Greders tyska regemente i fransk tjänst 1693 och fänrik där 1694. Ulfsparre blev fänrik vid Livgardet 1694, livdrabant 1700, korpral vid Livdrabantkåren samma år och överstelöjtnant vid Dalregementet 1706. År 1709 var han överste och chef för Skaraborgs regemente. Han deltog i de flesta slagen under Karl XII:s krig fram till Poltava och sårades i slaget vid Holowczyn. Under slaget vid Poltava ledde han Skaraborgs regemente, som smält samman till en svag bataljon och stormade fram över den första reduttlinjen, men blev i den därpå följande striden omringad varvid hälften av hans män dödades, däribland han själv.